# マッドサンダー
マッドサンダー (MADTHUNDER) は、トミー（現タカラトミー）より発売された『ゾイド』シリーズに登場する架空の兵器。

## 設定解説
| マッドサンダー MAD THUNDER | マッドサンダー MAD THUNDER |
| -------------------------- | --- |
| 番号                       | RBOZ-008（旧） RZ-055（新） |
| 所属                       | ヘリック共和国 テラガイスト（ゾイドVS.II） |
| 分類                       | トリケラトプス型 |
| 全長                       | 41.8m |
| 全高                       | 16.6m |
| 全幅                       | 13.0m |
| 重量                       | 585.0t |
| 最高速度                   | 100km/h |
| 乗員人数                   | 4名 |
| 設計者                     | ハーバート・リー・チェスター教授 |
| 主なパイロット             | ハーバード・リー・チェスター教授 グラハム大尉（新バトルストーリー） ビッグキング（ゾイドバトルカードゲーム） レイカ（ゾイドVS.II） フランツ・ハルトマン(ゾイドバトルコミック) |
| ZEP                        | :攻撃力70 :防御力56 :総合力125 |
| 武装                       | マグネーザー×2 サンダーホーン ビームキャノン×2 反荷電粒子シールド 2連大口径衝撃砲 2連装ショットガン ハイパーローリングチャージャー レーダー レーザーサーチャー×2 4連ビーム砲  |
| 必殺技                     | サンダークラッシュ |

中央大陸戦争時代末期において、ヘリック共和国がゼネバス帝国ゾイドデスザウラーに対抗するため、ハーバード・リー・チェスター教授の力を得て開発した対デスザウラー用トリケラトプス型ゾイド。「狂える雷神」の異名を持つ。
反荷電粒子シールドによって荷電粒子砲を無効化し、マグネーザーで重装甲を貫く戦法によって中央大陸戦争において共和国を勝利に導いた立役者となったゾイドであるが、ZAC2056年の惑星Zi大異変でわずかな幼体のコアを残し、ほとんどの個体が絶滅。共和国軍はその幼体の培養と増殖を行い、成長後に改造することによってZAC2101年に性能を若干低下させながらも復活に成功。再び戦場に復帰した。同時代でも格闘戦においては無敵の戦力を持つ。

### 武装・装備
マグネーザー
頭部に装備された2基のドリル状の角。超硬合金で構成され、マグネッサーシステムの応用で高速回転する。
デスザウラーの超重装甲を容易く突き破り、内部で電磁気を発生させて内部メカをショートさせ、完全に動きを封じる効果を持つ。また、地中に潜航することも可能であり、特殊な超硬合金で作られているため例え折れ曲がっても元の形状へと復元できる。さらには、これを相手に向けて発射するマグネバスターという攻撃方法も持つ。
サンダーホーン
頭頂部の角。マグネーザーによって敵機の機能を停止した後、ゾイドコアやエンジンを破壊し、トドメを刺す役割を持つ。
最大の攻撃としてこのサンダーホーンとマグネーザー、反荷電粒子シールドに全エネルギーを集中し突撃する「サンダークラッシュ」を持つ。
ビームキャノン
背部にある主砲で、中型ゾイドを一撃で撃破する威力を持つ。遠距離砲撃や対空装備としても機能する。
反荷電粒子シールド
頭部に搭載される。内蔵した特殊セラミックス振動体によって荷電粒子砲のエネルギーを吸収・無効化し防ぐ装備。
マッドサンダーはこの他に四肢にも防御装甲を有しており、高い堅牢性を誇る。
2連大口径衝撃砲
背部に装備される。中距離用の兵装で、中型ゾイドを一撃で撃破する威力を持つ。
2連装ショットガン
腹部に装備される。対小型ゾイド用の近距離装備。
ハイパーローリングチャージャー
機体後部に設置される。高速回転させることでローター内に膨大な電力を発生させる装置であり、シールドへのエネルギー供給を行うとともに、無補給の長時間戦闘を実現させる。
レーダー
コントロールブリッジへ情報を送るレーダー。
レーザーサーチャー
脚部に装備される。索敵用のサーチライト。
中央コントロールブリッジ
ハイパーローリングチャージャーのコントロールと砲の照準、レーダーからの情報処理、作戦司令室を兼ねて機体背部に設けている。
4連ビーム砲
尾部に装備される。小型ゾイドや飛行ゾイドに対する迎撃用。

## キット
全長はマグネーザーを加えると約45センチの長さになる。
機体背部の尾にメインスイッチがあり、ゴジュラスやウルトラザウルスと同じく、単二電池二本で歩行し、マグネーザー、ローリングチャージャー、脇腹の円盤を連動で回転させ、口を開閉し、尾も左右に振る。その際に目も発光させる。
モーターボックスはビガザウロから続く単2電池式のタイプであるが、前足用の回転軸にフレームを取り付け、動力をさらに前方向へと延長した先に前足を備えている（本来の回転軸は脇腹の回転円盤の位置）。この設計によって、それまでのウルトラザウルスなどよりもさらに巨大な体型を実現している。
機体右側面にはマグネーザーの回転スイッチがある。"SLOW"と"FAST"の表示を表す頭文字の"S"と"F"がついており、Sにするとゆっくり、Fにすると高速でマグネーザーが回転する。また非公式な操作ではあるが、スイッチを真ん中にすると動力をカットして回転を止めることもできる。
2001年秋の再版では、目の発光色が変更された。旧版はムギ球を使用し、目が黄色く発光、しばらくすると点滅したが、再版はLEDを使用しているため目が赤く、点滅もしない。
背部ビームキャノンはシールドライガーMk-IIのものと同一だが、本機には展開ギミックが無いため、ライガー付属のスプリングはない。背部ビームキャノンはローリングチャージャーに若干干渉するものの旋回可能。二連大口径砲も旋回できる他、砲身部を右側に倒すことができる。頭部ハッチと左側ハッチを開閉し、そこにパイロットフィギュアを搭乗可能。
映画『どっちにするの。』では、主人公の恋人役が作る新製品として登場する。設計から開発までの経緯が描かれるが、それを快く思わない上司の手によってRBOZ（旧シリーズ）のノーマル版とゴールドメッキ版が焼却炉に入れられ損壊している。

## 作中での活躍

### バトルストーリー
『ゾイドバトルストーリー』(小学館)
『ゾイドバトルストーリー4』から登場。ZAC2048年9月。アーサー市郊外の地下秘密基地にて完成。同年10月に帝国前線基地へと強襲。「塔の上の悪魔」と恐れられたアイアンコングを撃破し、首都への突破口を開いた。
同年12月。共和国首都に立ち塞がる帝国ゾイドを撃破していき、マイケル・ホバート少佐の乗るデスファイターと交戦。デスファイターの振るう電磁剣にも、荷電粒子砲の至近距離照射にも耐え、デスファイターの胸部へマグネーザーを突き入れて撃破し、共和国首都を奪還することに成功。
『新ゾイドバトルストーリー』(小学館)
ZAC2051年3月にはマッドサンダー師団は帝国首都を包囲。そしてニカイドス島上陸作戦に回され、「ビッグマザー」に搬送され上陸。帝国軍ゾイドを次々と蹴散らしていった。
ZAC2052年2月には暗黒大陸上陸作戦に参加。同年11月にはグラハム大尉によるリモコン操作で、無人型の機体が暗黒軍の兵器工場への攻撃を行っている。
ZAC2054年2月にはギルベイダーと交戦。マグネバスターを使用するも回避され、ビームスマッシャーを投射される。直撃コースであったが、サラマンダーF2が庇う形でこれを防いだ。同年5月、サンダーパイレーツを旗艦とした35機の艦隊が暗黒大陸への極秘裏潜入作戦を敢行。しかしながら、同作戦の暗号が暗黒軍に解読され、事前に対策がなされていたことと、共和国側が水中用に改造されたギルベイダーに想定外の攻撃を受けたこと、マッドサンダーに対潜用の装備を積載しなかった一方で、ギルベイダーには魚雷が装備されていたという要因が重なり艦隊は大打撃を受ける。さらにはギルベイダーの第二次飛行隊が駆け付け、上空からも攻撃が加えられたことで艦体は壊滅した。
『ゾイドバトルストーリー』(学年誌版)
共和国軍の救援を撃破したギルベイダーと交戦。直前に砲撃を加えていたガンブラスターがツインメイザーによって機能停止に追い込まれた後、ギルベイダーと格闘戦を行う。両機の激突時にビームスマッシャーによってマグネーザーが破壊されたことから、ギルベイダーの集中攻撃を受け、最終的にはツインメイザーによって撃破された。
『ゾイドグラフィックス』(トミー)
ZAC2055年。暗黒大陸デビルメイズにおける戦いでは、進軍を行った先でギルベイダーと交戦。狭い谷に誘い込まれたために身動きがとれず、苦戦する。
『ゾイド公式ファンブック』(小学館)
『ゾイド公式ファンブック3』のラストに建造中の姿が写るが、この時の出番は写真1枚のみであり、本格的な登場は『ゾイド公式ファンブック4』からとなる。ZAC2101年9月、トリム高地の共和国前線基地にて建造中の機体がライガーゼロイクスの強襲を受けるが、ケーニッヒウルフの活躍で難を逃れている。同年10月下旬、セスリムニルの戦いにおいては、復活した機体20機が投入され、デスザウラー30機と交戦。マグネーザーによってデスザウラーの片手を破壊するも、機体の弱体化と共和国技術陣の計算ミスから右側面の反荷電粒子シールドの防御力が足りず、最大出力の荷電粒子砲を受け右側面のマグネーザーとシールドが溶解する。これによってデスザウラー側もファンが焼き切れ、荷電粒子砲を発射する余力を失う結果となった。しかし、白兵戦に移行しダメージを受けた部位へ攻撃を受け続けることによって劣勢になるも、その最中アサルトケーニッヒウルフが煙幕によってマッドサンダーを援護。その隙にマグネーザーをデスザウラーの喉元に刺し込み、勝利を収めた。最終的に同戦闘によって投入されたデスザウラー、マッドサンダーの双方はすべて中破・大破し、戦闘不能となっている。

### コミック
『特攻!!ゾイド少年隊』に登場。主人公たちの移動前線基地のような存在となった。また腹部は隠しコンテナになっており、主人公のシールドライガー用の強化パーツを収納していた。
2001年にゾイド公式サイトで公開されたZOIDS webコミック「バックスVSマヤ」では、ダークスパイナーに積まれたギガフォント爆弾の爆風を、反荷電粒子シールドをあたかもエネルギーシールドのように展開することで防いでいる。
『小学三年生』掲載漫画『ゾイドバトルコミック』においてはゼネバス帝国軍フランツ・ハルトマンが鹵獲した機体に搭乗。ケンタウロスを撃破しその後、ヘリック大統領搭乗のウルトラザウルスと交戦。腹部エンジンを破壊するもマグネーザーが抜けなくなり、他の共和国ゾイドに包囲されたことからそのままフランツは機体から脱出している。

## 登場ゲーム
ゾイドシリーズ第1期に発売された『ゾイド2 ゼネバスの逆襲』『ゾイド伝説』『ゾイド黙示録』に登場。『ゼネバスの逆襲』では主人公が操作できる最強ゾイドとして登場している。なお、『ゼネバスの逆襲』と『ゾイド伝説』ではどちらもゲームパッケージイラストにも大きく描かれている。
『ZOIDS　帝国VS共和国 メカ生体の遺伝子』『ZOIDS2 ヘリック共和国VSガイロス帝国』では共和国側のLサイズユニットとして登場。『メカ生体の遺伝子』では、ゲーム中の挿入デモムービーでアイアンコング2機を蹴散らして串刺しにする活躍を見せている。また、後者ではゲームで初めて反荷電粒子シールドが設定されている。バリエーション機として「プロトタイプマッドサンダー」も登場。
ZOIDS SAGA シリーズではXLサイズの巨大ゾイドとして登場。反荷電粒子シールドにより荷電粒子砲に耐性がある。ただし、シリーズ第1作のみ、Mサイズ・反荷電粒子シールド未装備・マグネーザーが先端からビームを撃つ射撃武器であるなど、大きく設定から外れている。
ZOIDS VS.シリーズでは巨大ゾイドの1機として登場。プレイヤーが購入できず、一部モードでのみ使用できる。オリジナルの武装として機体側面から発射する「内蔵ミサイル」が設定され、オープニング映像などで発射する場面があるほか、ゲームでも実際にウエポンとして実装される。一方で反荷電粒子シールドを表現する設定は無いため、荷電粒子砲で普通にダメージを受ける。『VS.II』では、ストーリーモードの共和国ミッション16「電角の巨大獣」で最終ボスとして登場。テラガイストによって共和国軍から奪われ、データレスゾイドから解析したZOSによって強化された機体にレイカが乗っている。
『ゾイドタクティクス』では「バトルストーリー編」で登場。「ミッション13 暗殺」で会話（ストーリー）に出てきた後、「ミッション14 セスリムニル市街戦」で実際にゲームプレイで使える形で登場する。荷電粒子砲への耐性とは異なるが、ダメージを軽減する「反荷電粒子シールド」というスキルを持つ。「VS.シリーズ」と同様に内蔵ミサイルを装備する。
『ZOIDS FIELD OF REBELLION』では対戦の切り札となる大型ゾイドとして登場するが、プレイヤーは操作できないノンプレイヤーキャラクターとなっている。荷電粒子砲系ウエポンに対する耐性あり。

## 玩具宣伝映像
1988年には東映制作の特撮作品である『ゾイドバトルビデオ』に登場。デスザウラーとの一騎打ちを行った。
2001年のCGでゾイドのバトルシーンが描かれた玩具宣伝映像作品である『ZOIDS The IRON BIBLE』では、ケーニッヒウルフ、スナイプマスター、バーサークフューラー、ライガーゼロイクス、ダークスパイナーと共に登場。キットよりも大型化され、巨大感溢れる登場をした。なお、同PVでは劇中未設定の機体両脇から、多連装ミサイルのようなものを撃つシーンがある。

## バリエーション

### ゴールドサンダー
| ゴールドサンダー | ゴールドサンダー |
| ---------------- | ---------------- |
| 所属             | ヘリック共和国   |
| 分類             | トリケラトプス型 |

全身をゴールド合金でコーティングした機体で、そのゴールド合金は敵のビーム兵器を弾いてしまう性質を持つ。また、機体上部に多数の砲を搭載し、火力のアップを図っている。
初出は小学館「小学二年生」1989年4月号。同誌掲載ストーリーでは襲来してきたデッドボーダーの槍を破壊し、撃退する活躍を見せた。

### グレートサンダー
| グレートサンダー | グレートサンダー |
| ---------------- | ---------------- |
| 所属             | ヘリック共和国   |
| 分類             | トリケラトプス型 |

小学館「小学一年生」1989年12月号に掲載された改造マッドサンダー。対ギルベイダー用に開発された改造機。2足歩行化により移動速度が向上。ゴジュラスの前腕とキャノンビーム砲を6門、対ギル・ベイダー用に空中爆弾射出装置を装備している。共和国海軍基地にてギル・ベイダーと交戦した。鎖を繋いだトゲ付き鉄球爆弾をギル・ベイダーの翼めがけ発射。からみつけて爆発させ、墜落してきたギル・ベイダーの腹部をマグネーザーで貫いた。しかし、マグネーザーを突き刺された状態のまま急上昇したギル・ベイダーに空中で振り落とされ撃破された。

### クレイジードラマー
| クレイジードラマー | クレイジードラマー |
| ------------------ | ------------------ |
| 所属               | ヘリック共和国     |
| 分類               | トリケラトプス型   |

先端に大型のドラムを持ち、それを高速回転させて敵機を粉砕、地中に埋設された地雷などを破壊し、味方の進軍を助ける改造機。
初出は小学館「小学三年生」1988年12月号。同誌掲載ストーリーでは共和国首都奪回作戦で登場し、埋設された地雷を破壊しながら司令部を目指した。

### シーマッド
| シーマッド     | シーマッド       |
| -------------- | ---------------- |
| 所属           | ヘリック共和国   |
| 分類           | トリケラトプス型 |
| 主なパイロット | ベルガー提督     |

新ゾイドバトルストーリーに登場した改造マッドサンダーの一つ。機体を巨大化し、輸送艦に改造したタイプ。背部にはゴジュラスを複数積載可能としている。
初出は学年誌『小学二年生』1989年6月号。
作中の活躍
大陸間戦争時のZAC2051年10月。第一次暗黒大陸上陸作戦の際に使用されたが、2機のダークホーンによる両側面からの突撃によって撃破されてしまった

### マッドフライ
| マッドフライ   | マッドフライ     |
| -------------- | ---------------- |
| 所属           | ヘリック共和国   |
| 分類           | トリケラトプス型 |
| 主なパイロット | シャイダー大佐   |

新ゾイドバトルストーリーに登場した改造マッドサンダーの一つ。片翼4基両翼8発と、機体後部に6発の計14基のジェットエンジンを搭載した爆撃機仕様で、デスバードを凌駕する性能を発揮する。背面にはプテラスを積載可能なカタパルトを備えており、陸戦の際は主翼を切り離すことも可能
初出は学年誌「小学三年生」1989年1月号。同誌掲載時の呼称はマッドウイングであった。
作中の活躍
ZAC2051年10月に第一次暗黒大陸上陸作戦に投入され、ホエールカイザーを撃墜したが、改造デスザウラー、デスエイリアンの斧で主翼を叩き斬られて撃破されてしまった。

### サンダーパイレーツ
| サンダーパイレーツ | サンダーパイレーツ |
| ------------------ | ------------------ |
| 所属               | ヘリック共和国     |
| 分類               | トリケラトプス型   |

新ゾイドバトルストーリーに登場した改造マッドサンダーの一つ。ウルトラザウルスを超える最大の海戦用ゾイド。背中に潜水艦のような艦橋があり、頭部にはマグネーザーとサンダーホーンに代わり電磁ブレードを装備されている。後部の強力なジェット水流により、静粛性が高く超低騒音潜行が可能。ウルトラザウルスを凌駕する潜水性能を持ち、海中に潜航しジェット水流による推進で移動、水上の敵を頭部の電磁ブレードで撃破する戦法を得意とする。
初出は学年誌「小学三年生」1989年1月号。
作中の活躍
第一次大陸間戦争時のZAC2054年5月。ベルガー提督率いるマッド艦隊の旗艦となり、暗黒大陸を目指すもトライアングルダラス付近の海域でギルベイダーの迎撃を受けて撃沈。艦隊は全滅してしまった。

### サンダーヘルクレス
| サンダーヘルクレス | サンダーヘルクレス |
| ------------------ | ------------------ |
| 所属               | ヘリック共和国     |
| 分類               | トリケラトプス型   |

『新ゾイドバトルストーリー』に掲載された改造マッドサンダー。
背中に超合金製の装甲を有しており、高い防御力を誇る。また、この装甲を展開することで羽根が露出し、飛行することが出来る。
初出は小学館「小学二年生」1990年1月号。
作中の活躍
装甲を閉じた状態でギル・ベイダーと交戦。爪部で機体を鷲掴みにされるもサラマンダーF2の援護射撃によってギルベイダーから振り解かれ、上空から落下する。その直後に羽根を開いて飛行し、反撃に移っている。

### マッドジェット
| マッドジェット | マッドジェット   |
| -------------- | ---------------- |
| 所属           | ヘリック共和国   |
| 分類           | トリケラトプス型 |

背部に大型のジェットエンジンを装備し、そして、大型の超金属の槍を相手に突き刺す戦法を持つ。
初出は小学館「小学二年生」1990年2月号。
作中の活躍
共和国軍基地を襲撃するギル・ベイダー（ギルカノン）に対し、迎撃に出撃。奇襲によって改造ギルベイダー・ギルカノンの翼を破壊し飛行機能を奪うことに成功するが、直後に胸部のビーム砲を放たれ敗れた。

### ビッグサンダー
| ビッグサンダー | ビッグサンダー   |
| -------------- | ---------------- |
| 所属           | ヘリック共和国   |
| 分類           | トリケラトプス型 |

二足歩行型に改造した機体。ゴジュラスの腕と背部に長射距離キャノン砲、ゴルドスのレーダーも装備し、背部連装ビームキャノンを両腕に装備している。
増設した各種火器によって砲撃を加え、その後二足歩行で敵陣に猛襲する戦法を得意とする。また、格闘戦な持ち込み、敵ゾイドを撃破する戦いも得意とする。
初出は学年誌「小学三年生」1989年1月号。

### バックアタッカー
| バックアタッカー | バックアタッカー |
| ---------------- | ---------------- |
| 所属             | ヘリック共和国   |
| 分類             | トリケラトプス型 |

小学館「小学三年生」1988年12月号に掲載された改造マッドサンダー。背部に荷電粒子探知ミサイルを備えており、荷電粒子砲発射を試みたデスザウラーの頭部を口腔部へのミサイル直撃により破壊した。

### 大統領専用機
| マッドサンダー 大統領専用機 | マッドサンダー 大統領専用機 |
| --------------------------- | --------------------------- |
| 所属                        | ヘリック共和国              |
| 分類                        | トリケラトプス型            |

電撃ホビーマガジン2002年1月号に掲載。背部にビームキャノンを撤去し、式典用のプラットフォームを設置。内部も移動司令部として機能するべく改修が施されている。
機体カラーはアニメ『ゾイド -ZOIDS-』の大統領専用ハンマーヘッドを意識しホワイトとパープル基調となっている。

### プロトタイプマッドサンダー
| プロトタイプマッドサンダー | プロトタイプマッドサンダー                                                                        |
| -------------------------- | ------------------------------------------------------------------------------------------------- |
| 所属                       | ヘリック共和国                                                                                    |
| 分類                       | トリケラトプス型                                                                                  |
| 全長                       | 41.8m                                                                                             |
| 全高                       | 16.6m                                                                                             |
| 全幅                       | 13.0m                                                                                             |
| 重量                       | 585.0t                                                                                            |
| 最高速度                   | 100km/h                                                                                           |
| 武装                       | マグネーザー×2 ビームキャノン×2 反荷電粒子シールド 2連大口径衝撃砲 2連装ショットガン （ゲーム内） |

PSゲームの『ZOIDS2 ヘリック共和国VSガイロス帝国』に登場する機体。
名前通り試作機であり、ノーマル機と比較してHPとENは劣るが、マグネーザーと反荷電粒子シールドを装備しているので戦闘能力に問題はない。改造アイテムのローリングチャージャーを装備すればマッドサンダーへとパワーアップするが、ステータス表示グラフィックではマッドサンダーよりも大きくなっている。

### マッドバレルズ
| マッドバレルズ | マッドバレルズ |
| -------------- | -------------- |
| 全長           | 41.8m          |
| 全高           | 17.9m          |
| 重量           | 612.0t         |
| 最高速度       | 100km/h        |

『小学三年生』2002年1月号、および『小学四年生』2002年1月号に掲載された改造マッドサンダー。迷彩塗装が施されているほか、ゴジュラスキャノンが増設されている。

### キャノンサンダー
| キャノンサンダー | キャノンサンダー |
| ---------------- | ---------------- |
| 全長             | 41.8m            |
| 全高             | 17.6m            |
| 重量             | 602.0t           |
| 最高速度         | 97km/h           |

『小学五年生』2002年2月号に掲載。マッドサンダーのフリル部（反荷電粒子シールド部）に折り畳み式のマグネーザーを計4基増設し、ゴジュラスキャノンやデュアルスナイパーライフルを取り付けている。カラーリングは朱色に変更された。
作例は『小学六年生』2002年2・3月合併号にも掲載された。